# Коле Селва II (Рим)
Коле Селва II је насеље у Италији у округу Рим, региону Лацио.
Према процени из 2011. у насељу је живело 80 становника. Насеље се налази на надморској висини од 216 м.